# Unione Sportiva Pergolettese 1932 2022-2023
Questa voce raccoglie le informazioni riguardanti l'Unione Sportiva Pergolettese 1932 nelle competizioni ufficiali della stagione 2022-2023.

## Divise e sponsor
Il fornitore tecnico per la stagione 2022-23 è Sport Team. Lo sponsor di maglia è Bowling Pegaso.

## Rosa
| N. |                    | Ruolo | Calciatore            |
| -- | ------------------ | ----- | --------------------- |
| 1  | Italia (bandiera)  | P     | Matteo Soncin         |
| 2  | Italia (bandiera)  | D     | Daniel Tonoli         |
| 3  | Italia (bandiera)  | D     | Alessandro Lambrughi  |
| 4  | Italia (bandiera)  | C     | Mariano Arini         |
| 5  | Italia (bandiera)  | D     | Federico Bevilacqua   |
| 6  | Italia (bandiera)  | D     | Leonardo Gabelli      |
| 7  | Italia (bandiera)  | C     | Davide Bariti         |
| 8  | Italia (bandiera)  | C     | Andrea Mazzarani      |
| 9  | Italia (bandiera)  | A     | Alessandro Corti      |
| 10 | Ecuador (bandiera) | C     | Kevin Varas           |
| 11 | Spagna (bandiera)  | A     | Bernat Guiu           |
| 12 | Italia (bandiera)  | P     | Marco Cattaneo        |
| 13 | Italia (bandiera)  | D     | Matteo Lucenti        |
| 14 | Italia (bandiera)  | D     | Luca Villa (capitano) |
| 15 | Italia (bandiera)  | C     | Lorenzo Andreoli      |

| N. |                     | Ruolo | Calciatore          |
| -- | ------------------- | ----- | ------------------- |
| 17 | Italia (bandiera)   | A     | Rosario Cancello    |
| 18 | Italia (bandiera)   | C     | Matteo Figoli       |
| 19 | Giappone (bandiera) | A     | Hide Vitalucci      |
| 20 | Italia (bandiera)   | D     | Tommaso Sangiovanni |
| 21 | Italia (bandiera)   | A     | Mattia Iori         |
| 22 | Italia (bandiera)   | P     | Stefano Rubbi       |
| 24 | Italia (bandiera)   | C     | Federico Artioli    |
| 26 | Italia (bandiera)   | C     | Edoardo Ruani       |
| 27 | Italia (bandiera)   | A     | Fabio Abiuso        |
| 28 | Italia (bandiera)   | D     | Nicolò Verzeni      |
| 35 | Italia (bandiera)   | D     | Stefano Piccinini   |
| 72 | Italia (bandiera)   | C     | Matteo Saccani      |
| 90 | Francia (bandiera)  | A     | Abdou Doumbia       |
| 97 | Italia (bandiera)   | A     | Michele Volpe       |

## Calciomercato

### Sessione estiva(dall'1/7 all'1/9)
| Acquisti | Acquisti            | Acquisti       | Acquisti   |
| R.       | Nome                | da             | Modalità   |
| -------- | ------------------- | -------------- | ---------- |
| P        | Stefano Rubbi       | Monza          | prestito   |
| D        | Federico Bevilacqua | Frosinone      | prestito   |
| D        | Leonardo Gabelli    | Spezia         | prestito   |
| D        | Stefano Piccinini   | Sassuolo       | prestito   |
| D        | Daniel Tonoli       | Virtus Bergamo | definitivo |
| C        | Lorenzo Andreoli    | Brescia        | definitivo |
| C        | Federico Artioli    | Sassuolo       | prestito   |
| C        | Matteo Figoli       | Spezia         | svincolato |
| C        | Mattia Iori         | Brusaporto     | svincolato |
| C        | Andrea Mazzarani    | Carrarese      | svincolato |
| C        | Edoardo Ruani       | Ancona         | prestito   |
| A        | Fabio Abiuso        | Modena         | prestito   |
| A        | Alessandro Corti    | Giana Erminio  | svincolato |
| A        | Hide Vitalucci      | Frosinone      | definitivo |
| A        | Michele Volpe       | Frosinone      | prestito   |

| Cessioni | Cessioni            | Cessioni        | Cessioni      |
| R.       | Nome                | a               | Modalità      |
| -------- | ------------------- | --------------- | ------------- |
| P        | Cesare Galeotti     | SPAL            | fine prestito |
| D        | Alberto Alari       | Atalanta        | fine prestito |
| D        | Michele Ferrara     | Catania         | svincolato    |
| D        | Valerio Nava        | Cynthialbalonga | svincolato    |
| D        | Matteo Piccardo     |                 | svincolato    |
| C        | Samuele Bresciani   | Breno           | definitivo    |
| C        | Stefano Girelli     | Cremonese       | fine prestito |
| C        | Franco Lepore       | Lecco           | svincolato    |
| C        | Mattia Zennaro      | Genoa           | fine prestito |
| A        | Elia Bortoluz       | Villa Valle     | svincolato    |
| A        | Matias Fonseca      | Inter           | fine prestito |
| A        | Nicolás Mercado     | Pescara         | fine prestito |
| A        | Riccardo Moreo      | Pro Sesto       | definitivo    |
| A        | Mattia Morello      | Fiorenzuola     | svincolato    |
| A        | Alexander Satariano | Frosinone       | fine prestito |
| A        | Filippo Scardina    | Fiorenzuola     | svincolato    |

### Sessione invernale(dal 1/1 al 31/1)
| Acquisti | Acquisti       | Acquisti       | Acquisti   |
| R.       | Nome           | da             | Modalità   |
| -------- | -------------- | -------------- | ---------- |
| C        | Matteo Saccani | Sassuolo       | prestito   |
| A        | Abdou Doumbia  | Virtus Entella | svincolato |

| Cessioni | Cessioni         | Cessioni  | Cessioni      |
| R.       | Nome             | a         | Modalità      |
| -------- | ---------------- | --------- | ------------- |
| C        | Edoardo Ruani    | Ancona    | fine prestito |
| A        | Alessandro Corti | Olbia     | svincolato    |
| A        | Michele Volpe    | Frosinone | fine prestito |

## Risultati

### Serie C

#### Girone di andata
| Arbitro: | Mucera (Palermo) |

|                      |           |           |
| Varas 9’ Androli 49’ | Marcatori | 84’ Zunno |

| Arbitro: | Ceriello (Chiari) |

|                             |           |  |
| Giudici 61’ Zambataro 90+5’ | Marcatori |  |

| Arbitro: | Marotta (Sapri) |

|                          |           |  |
| Abiuso 25’ Vitalucci 74’ | Marcatori |  |

| Arbitro: | Gandino (Alessandria) |

|                 |           |  |
| Di Molfetta 66’ | Marcatori |  |

| Arbitro: | Ramondino (Palermo) |

|           |           |                        |
| Arini 32’ | Marcatori | 45+2’ (rig.) Grandolfo |

| Arbitro: | Di Reda (Molfetta) |

|                       |           |                  |
| Besaggio 45+2’ (rig.) | Marcatori | 62’ (rig.) Varas |

| Arbitro: | Virgilio (Trapani) |

|                                                     |           |  |
| Abiuso 14’, 25’ Iori 40’ Varas 49’ (rig.) Villa 70’ | Marcatori |  |

| Arbitro: | Bozzetto (Bergamo) |

|               |           |  |
| Anastasia 49’ | Marcatori |  |

| Arbitro: | Gigliotti (Cosenza) |

|                                           |           |                         |
| Abiuso 26’ Artioli 65’ Mangano 73’ (aut.) | Marcatori | 5’, 89’ (rig.) Stanzani |

| Arbitro: | Renzi (Pesaro) |

|                             |           |          |
| De Francesco 59’ Mensah 72’ | Marcatori | 41’ Iori |

| Arbitro: | Pirrotta (Barcellona Pozzo di Gotto) |

|          |           |                                                                        |
| Guiu 14’ | Marcatori | 12’ (aut.) Arini 30’ Candellone 35’ Dubickas 64’ Zammarini 72’ Piscopo |

| Meda 6 novembre 2022, ore 14:30 CET 12ª giornata | Renate           | 0 – 0 referto | Pergolettese | Stadio Città di Meda (300 spett.)\| Arbitro: \| Pacella (Roma 2) \| |
| Arbitro:                                         | Pacella (Roma 2) |               |              |                                                                     |

| Arbitro: | Grasso (Ariano Irpino) |

|                         |           |                    |
| Bariti 16’ Andreoli 76’ | Marcatori | 34’ (rig.) Bocalon |

| Arbitro: | Iacobellis (Pisa) |

|                        |           |                       |
| Della Morte 40’ (rig.) | Marcatori | 45+1’ (rig.) Cancello |

| Arbitro: | Canci (Carrara) |

|  |           |                               |
|  | Marcatori | 86’ Nalini 90+6’ (rig.) Gómez |

| Arbitro: | Panettella (Bari) |

|          |           |  |
| Iori 34’ | Marcatori |  |

| Arbitro: | Crezzini (Siena) |

|                          |           |  |
| Ierardi 40’ Dalmonte 88’ | Marcatori |  |

| Arbitro: | Ubaldi (Roma 1) |

|         |           |                       |
| Iori 7’ | Marcatori | 38’ Gerbi 47’ Gattoni |

| Arbitro: | Sacchi (Macerata) |

|             |           |  |
| Minesso 38’ | Marcatori |  |

#### Girone di ritorno
| Arbitro: | Gandino (Alessandria) |

|                             |           |               |
| Palazzolo 4’ Morra 79’, 84’ | Marcatori | 30’ Piccinini |

| Arbitro: | Di Reda (Molfetta) |

|                                |           |                   |
| Abiuso 50’, 78’ Varas 68’, 89’ | Marcatori | 1’ Ilari 37’ Buso |

| Arbitro: | Vingo (Pisa) |

|                              |           |  |
| Manconi 37’ (rig.) Cocco 76’ | Marcatori |  |

| Arbitro: | Emmanuele (Pisa) |

|  |           |            |
|  | Marcatori | 90’ Guerra |

| Arzignano 29 gennaio 2023, ore 14:30 CET 24ª giornata | Arzignano Valchiampo | 0 – 0 referto | Pergolettese | Stadio Tommaso Dal Molin (275 spett.)\| Arbitro: \| Di Cicco (Lanciano) \| |
| Arbitro:                                              | Di Cicco (Lanciano)  |               |              |                                                                            |

| Arbitro: | Gianquinto (Parma) |

|  |           |              |
|  | Marcatori | 85’ Pecorino |

| Arbitro: | Andreano (Prato) |

|  |           |                              |
|  | Marcatori | 4’ Iori 62’ Villa 66’ Bariti |

| Arbitro: | D'Eusanio (Faenza) |

|                     |           |                           |
| Bariti 21’ Iori 26’ | Marcatori | 72’ Morosini 85’ Miracoli |

| Arbitro: | Cerbasi (Arezzo) |

|         |           |                      |
| Piu 28’ | Marcatori | 31’ Figoli 53’ Varas |

| Crema 26 febbraio 2023, ore 17:30 CET 29ª giornata | Pergolettese    | 0 – 0 referto | Mantova | Stadio Giuseppe Voltini (644 spett.)\| Arbitro: \| Luongo (Napoli) \| |
| Arbitro:                                           | Luongo (Napoli) |               |         |                                                                       |

| Arbitro: | Delrio (Reggio Emilia) |

|                |           |            |
| Candellone 16’ | Marcatori | 45+2’ Iori |

| Arbitro: | Gauzolino (Torino) |

|                                     |           |  |
| Iori 7’ Varas 48’ (rig.) Tonoli 81’ | Marcatori |  |

| Arbitro: | Longo (Cuneo) |

|  |           |               |
|  | Marcatori | 84’ Piccinini |

| Arbitro: | Leone (Barletta) |

|                  |           |  |
| Varas 39’ (rig.) | Marcatori |  |

| Arbitro: | Maccarini (Arezzo) |

|             |           |  |
| Manfrin 12’ | Marcatori |  |

| Arbitro: | Gangi (Enna) |

|              |           |                     |
| Spalluto 43’ | Marcatori | 15’ Guiu 26’ Abiuso |

| Crema 6 aprile 2023, ore 20:00 CEST 36ª giornata | Pergolettese        | 0 – 0 referto | L.R. Vicenza | Stadio Giuseppe Voltini (1 150 spett.)\| Arbitro: \| Gigliotti (Cosenza) \| |
| Arbitro:                                         | Gigliotti (Cosenza) |               |              |                                                                             |

| Arbitro: | Renzi (Pesaro) |

|  |           |           |
|  | Marcatori | 36’ Varas |

| Arbitro: | Baratta (Rossano) |

|             |           |                           |
| Saccani 82’ | Marcatori | 88’ Felici 90+4’ Adorante |

#### Play-off
| Arbitro: | Arena (Torre del Greco) |

|             |           |  |
| Liguori 72’ | Marcatori |  |

### Coppa Italia Serie C
| Arbitro: | Iannello (Messina) |

|               |           |                              |
| Vitalucci 35’ | Marcatori | 42’ Qeros 75’ Fall 81’ Baggi |

## Statistiche

### Statistiche di squadra
| Competizione         | Punti | In casa | In casa | In casa | In casa | In casa | In casa | In trasferta | In trasferta | In trasferta | In trasferta | In trasferta | In trasferta | Totale | Totale | Totale | Totale | Totale | Totale | DR |
| Competizione         | Punti | G       | V       | N       | P       | Gf      | Gs      | G            | V            | N            | P            | Gf           | Gs           | G      | V      | N      | P      | Gf     | Gs     | DR |
| -------------------- | ----- | ------- | ------- | ------- | ------- | ------- | ------- | ------------ | ------------ | ------------ | ------------ | ------------ | ------------ | ------ | ------ | ------ | ------ | ------ | ------ | -- |
| Serie C              | 51    | 19      | 9       | 4       | 6       | 29      | 22      | 19           | 5            | 5            | 9            | 14           | 20           | 38     | 14     | 9      | 15     | 43     | 42     | +1 |
| Play-off             | -     | 0       | 0       | 0       | 0       | 0       | 0       | 1            | 0            | 0            | 1            | 0            | 1            | 1      | 0      | 0      | 1      | 0      | 1      | -1 |
| Coppa Italia Serie C | -     | 1       | 0       | 0       | 1       | 1       | 3       | 0            | 0            | 0            | 0            | 0            | 0            | 1      | 0      | 0      | 1      | 1      | 3      | -2 |
| Totale               | 51    | 20      | 9       | 4       | 7       | 30      | 25      | 20           | 5            | 5            | 10           | 14           | 21           | 40     | 14     | 9      | 17     | 44     | 46     | -2 |

### Andamento in campionato
| Giornata  | 1 | 2  | 3 | 4  | 5  | 6  | 7 | 8  | 9 | 10 | 11 | 12 | 13 | 14 | 15 | 16 | 17 | 18 | 19 | 20 | 21 | 22 | 23 | 24 | 25 | 26 | 27 | 28 | 29 | 30 | 31 | 32 | 33 | 34 | 35 | 36 | 37 | 38 |
| --------- | - | -- | - | -- | -- | -- | - | -- | - | -- | -- | -- | -- | -- | -- | -- | -- | -- | -- | -- | -- | -- | -- | -- | -- | -- | -- | -- | -- | -- | -- | -- | -- | -- | -- | -- | -- | -- |
| Luogo     | C | T  | C | T  | C  | T  | C | T  | C | T  | C  | T  | C  | T  | C  | C  | T  | C  | T  | T  | C  | T  | C  | T  | C  | T  | C  | T  | C  | T  | C  | T  | C  | T  | T  | C  | T  | C  |
| Risultato | V | P  | V | P  | N  | N  | V | P  | V | P  | P  | N  | V  | N  | P  | V  | P  | P  | P  | P  | V  | P  | P  | N  | P  | V  | N  | V  | N  | N  | V  | V  | V  | P  | V  | N  | V  | P  |
| Posizione | 6 | 11 | 8 | 10 | 10 | 10 | 9 | 11 | 9 | 11 | 13 | 15 | 11 | 11 | 13 | 11 | 13 | 15 | 16 | 17 | 14 | 15 | 16 | 17 | 18 | 18 | 18 | 16 | 16 | 16 | 15 | 13 | 13 | 13 | 12 | 12 | 10 | 11 |

Legenda:

Luogo: C = Casa; T = Trasferta. Risultato: V = Vittoria; N = Pareggio; P = Sconfitta.